# 高崎二郎
高崎 二郎（たかさき じろう、1974年6月9日 - ）は、日本の俳優。エビス大黒舎所属。群馬県出身。旧芸名、外間 勝（そとま まさる）。身長167cm、体重70kg。

## 出演

### 映画
- ギフト - 家具屋の店員役（2008年3月、斎藤淳監督）
- 252 生存者あり - 医師役（2008年12月6日、水田伸生監督）
- ハッピーフライト（2008年11月15日、矢口史靖監督）
- 20世紀少年〜最終章〜 - 郵便配達員役（2009年8月29日、堤幸彦監督）
- 静かなるドン - チンピラ役（2009年9月5日、城定秀夫監督）
- タナトス - ホームレス役　吉川諒監督
- ノラ - 早川暁役（2010年、大庭功睦監督）[4]
- ユリ子のアロマ - 剣道部顧問役（2010年5月8日、吉田浩太監督）[5]
- 打撃女医サオリ - サラリーマン役（2010年、平林克理監督）
- ヒミズ（2012年1月14日、園子温監督）
- 5windows - 業者役（2012年10月27日、瀬田なつき監督）
- 海辺の町　佐々木想監督
- 蒼のざらざら（2013年、上村奈帆監督）[6]
- 花と雲 - 古谷憲武役（2014年、上村奈帆監督）[7]
- アイズ（2015年6月6日、福田陽平監督）[8]
- 青春群青色の夏（2015年9月5日、田中佑和監督）[9][10][11][12]
- 西北西（2015年、中村拓朗監督）
- デスフォレスト 恐怖の森5（2016年9月3日、福田陽平・田中佑和監督）
- 渋谷シャドウ - オザキ 役（2019年、谷健二監督）[13]
- あ・く・あ～ふたりだけの部屋～（2021年公開、中川究矢監督） - 常連客 役[14]
- ナマズのいた夏（2025年2月8日、中川究矢監督）[15]

### テレビ
- カスペ!『お客様は神様かよっ!?』（2007年5月29日、フジテレビ）
- 月曜ゴールデン『駅弁刑事・神保徳之助3』（2009年5月4日、TBS） - 警官役
- 名探偵の掟　第4話（2009年5月8日、テレビ朝日） - 田所満役
- 恋して悪魔〜ヴァンパイア☆ボーイ〜（2009年7月7日-9月8日、フジテレビ） - 体育教師・亀田速雄役
- 侍戦隊シンケンジャー　第41幕（2009年12月6日、テレビ朝日）
- 変身！合体！超合金！（WOWOW）
- 龍馬伝　第43話（2010年10月24日、NHK）
- 塚原卜伝　第1話（2011年10月2日、NHK） - 町人役
- 陽だまりの樹　第1・2・5話（2012年4月6日・4月13日・5月4日、NHK BSプレミアム）
- Re：Dream BeeTV - カメラマン役
- 月曜ゴールデン『守護神・ボディーガード 進藤輝』（2012年6月11日、TBS） - 三津谷茂役
- 大河ドラマ『平清盛』第24回（2012年6月17日、NHK） - 貴族役
- beポンキッキーズ『ロンゴマックス』 - 復讐王リベンジの声[16]
- 独占追跡！三億円事件“最後の告白者たち”〜真犯人の影…45年目の新証言〜（2013年12月21日、フジテレビ） - 鈴木班刑事
- ビター・ブラッド　第1話（2014年4月15日、フジテレビ） - パンツの男
- アリスの棘　第5話（2014年5月9日、TBS） - MR役
- かもしれない女優たち（2015年6月23日、フジテレビ） - タクシー運転手・アカデミー賞司会者役
- わたしのウチには、なんにもない。　第1話（2016年2月6日、NHK BSプレミアム）- 玄関マット役
- 昼のセント酒　第4話（2016年4月30日、テレビ東京） - タクシー運転手役
- 99.9-刑事専門弁護士-　第9話（2016年6月12日、TBS） - 友人役
- ママゴト　第6話（2016年10月4日、NHK BSプレミアム）
- 逃げるは恥だが役に立つ　第6話（2016年11月15日、TBS） - 旅館のフロントマン役

### CM
- アース製薬　アース渦巻香「渦巻祭り」篇 - 屋台のおじさん役
- 花王 「ヘルシア緑茶　苦さが力」篇 - サラリーマン役
- EPSON 「スマホ・タブレットでビジネス」篇
- J:COM 「インフォマーシャル」
- マクドナルド 「ハッピーセット　スパイダーマン」篇
- リコー 「イマジオ」
- NEXON 「マビノギ」

### 舞台
- 月光（2005年2月24日-2月27日、劇団40CARAT公演)[17]
- 喀血!!銀玉高校応援団（2007年2月9日-3月4日、ひつじ座・2007年3月8日、NAVI LOFT・2007年3月10日、プラネットホール　宗谷ROCKETS公演）[18][19][20]
- 死に際に気をつけろ!!（2007年5月25日-5月27日、ライオン・パーマ公演）[21]
- 『あしあと』 〜心に咲く花〜（2007年9月20日-9月24日、Fogburden公演）[22]
- 恋愛漫画（2008年4月10日-4月13日、ライオン・パーマ公演）[23]
- 五人目の太郎（2008年10月3日-10月6日、ライオン・パーマ公演）[24]
- くちびるコミック（2009年10月16日-10月19日、ライオン・パーマ公演）[25]
- 小劇場版オペレッタこうもり - フロッシュ役（2010年、さえの会公演）
- おやじコロン協会からの招待状（劇団ストイックスティック公演）
- とんでけマイルーム（劇団ストイックスティック公演）
- 男は二度死ぬ・その一度目！！〜その三〜（2015年1月15日　ライオン・パーマ公演）[26][27]
- 月光（2015年9月3日-9月6日、劇団40CARAT公演）[28]
- ラストヴァージン2016（2016年12月15日-12月18日、劇団40CARAT公演）
- フィクション・モテギモテオ（2017年8月17日-8月20日、ライオン・パーマ公演）[29]

### その他
- JALインフォマーシャル　ミニドラマ「今ラインをこえて」
- VP　MDI
- VP　バリオセキュア　バリオのVCR
- VP　HONDA　「エコプロダクツ2010」イベント映像